# A király nevében 2. – Két világ
A király nevében 2. – Két világ (eredeti cím: In the Name of the King 2: Two Worlds) 2011-ben bemutatott fantasztikus-kalandfilm Uwe Boll rendezésében. A főszerepben Dolph Lundgren, Natassia Malthe és Lochlyn Munro látható. A film a 2007-es A király nevében című film folytatása, amelyben Jason Statham alakítja a főszerepet.
A film 2011. december 27-én jelent meg DVD-n és Blu-rayen az Egyesült Államokban és Kanadában.

## Cselekmény
Granger a különleges erők egykori katonája, aki a mai Vancouverben él, aki ősi prófécia beteljesülése érdekében küldetésre indul. Otthonában erőszakkal egy időportálba kerül, miután megküzdött egy kis csapat csuklyás bérgyilkossal, akik megpróbálják megölni őt. Otthonában kénytelen egy időportálon keresztül menekülni, miután megküzd egy csapat csuklyás bérgyilkossal, akik megpróbálják megölni. 
Több száz évvel a múltban találja magát, az erdős, háború sújtotta Ehb Királyságban. Granger összefog egy váratlan szövetségesekből álló csapattal, amelyet egy Manhattan nevű orvosnő vezet. Célja, hogy megölje a „Sötétség” vezetőjét, akit csak Szent Anya néven ismernek. 
Minden esély ellenére harcolva Grangernek meg kell szabadítania az országot a gonosz Holló markából, meg kell mentenie a királyságot, és meg kell találnia a módját, hogy visszatérhessen a saját korába.

## Szereplők
- Dolph Lundgren – Granger
- Lochlyn Munro – A király/ Holló
- Natassia Malthe – Manhattan
- Christina Jastrzembska – Szent Anya
- Aleks Paunovic – Allard
- Natalia Guslistaya – Elianna
- Elisabeth Rosen – Seer
- Michael Adamthwaite – Thane
- Michaela Mann – Young Woman
- Heather Doerksen – Dunyana

## Forgatás
Dolph Lundgren kezdetben nem fogadta el Uwe Boll ajánlatát, mielőtt úgy döntött a feleségével, hogy elválnak.
Az érdemi forgatás 2010. december 1-jén kezdődött, azzal a céllal, hogy 2011-ben már kiadják a filmet. Hat ember megsérült egy robbanásban, a lövöldözés utolsó napján.

## Folytatás
A harmadik film, A király nevében 3. – Az utolsó küldetés 2014-ben jelent meg. A film főszereplője Dominic Purcell, rendezője ismét Boll.